# 和庄町
和庄町（わしょうちょう）は、広島県安芸郡にあった町。現在の呉市の一部にあたる。

## 地理
- 海洋：広島湾
- 河川：堺川[1]
- 山岳：灰ケ峰[1]

## 歴史
- 1889年（明治22年）4月1日、町村制の施行により、安芸郡和庄村が単独で村制施行し、和庄村が発足[1][2]。
- 1892年（明治25年）9月1日、町制施行し和庄町となる[1][2]。
- 1902年（明治35年）10月1日、安芸郡二川町、荘山田村、宮原村と合併し、市制施行し呉市を新設して廃止された[1][2]。

### 地名の由来
次の二説あり。
1. 荘園と関係あり。
2. 湧水地の縁の崖下に立地する地形にちなむ。

## 産業
- 農業[1]

## 交通

### 港湾
- 呉港[1]

## 町長
- 佐々木高栄

## 出身人物
- 天野健太郎（呉市長、呉服商、呉銀行取締役）[3]